# Constel·lació del Dragó
El Dragó (Draco) és una constel·lació de l'hemisferi nord. És una de les 88 constel·lacions modernes, i una de les 48 descrites per Ptolemeu. El pol nord de l'eclíptica és a Draco.
Encara que molt gran, Draco no té estels especialment brillants. El cap del drac està representat per un quadrilàter d'estrelles situades entre Hèrcules i l'Óssa Menor.

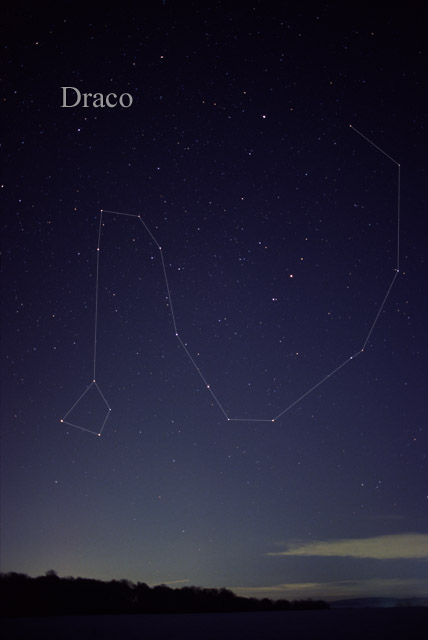
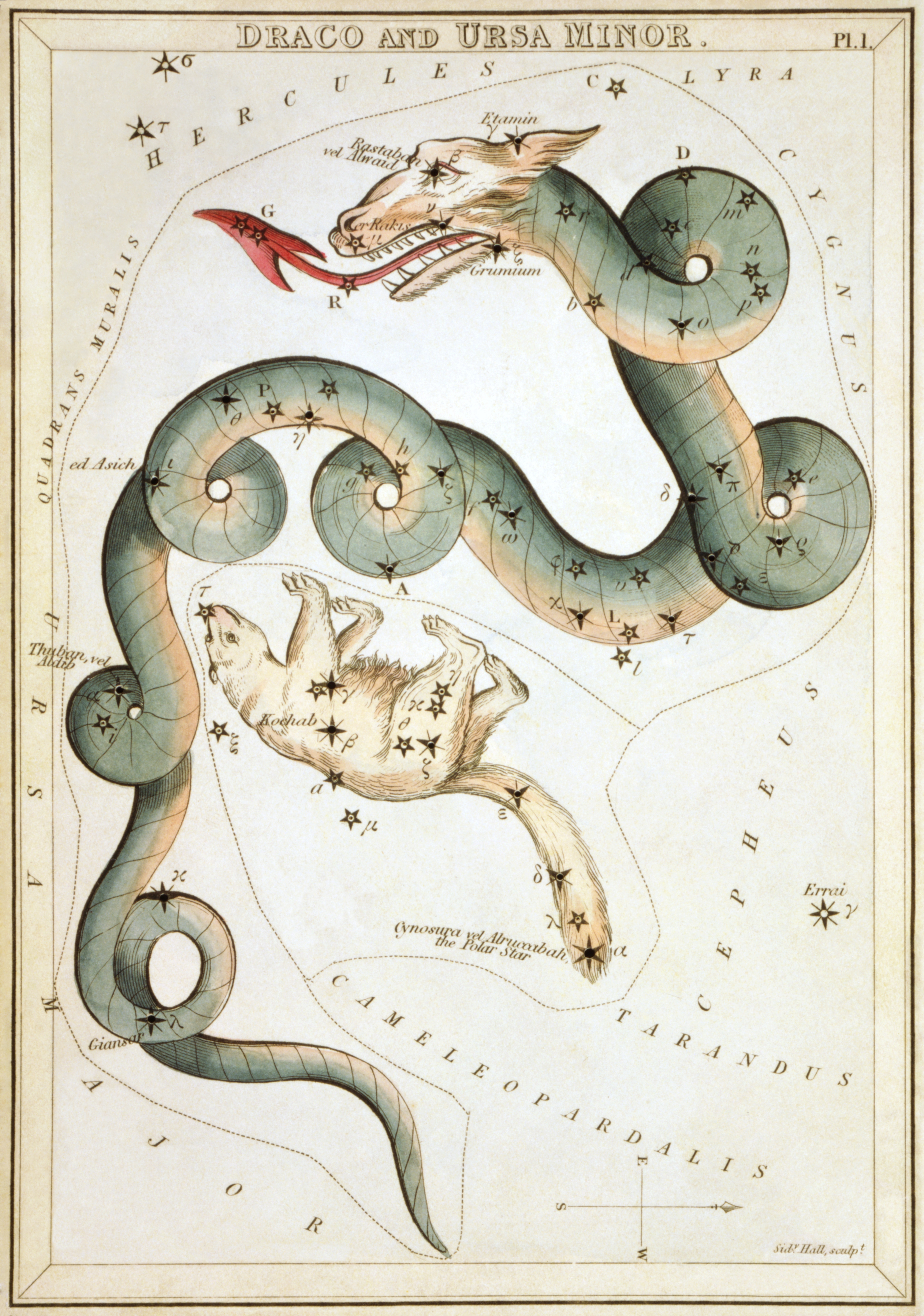

## Característiques destacables

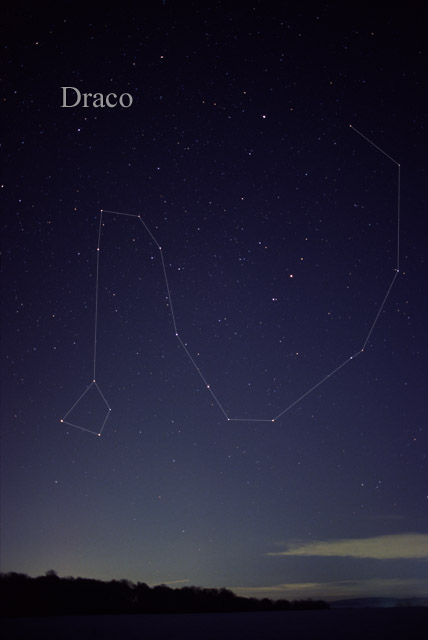
Constel·lació de Draco, [http://www.allthesky.com/constellations/visualconstellations.html AlltheSky.com

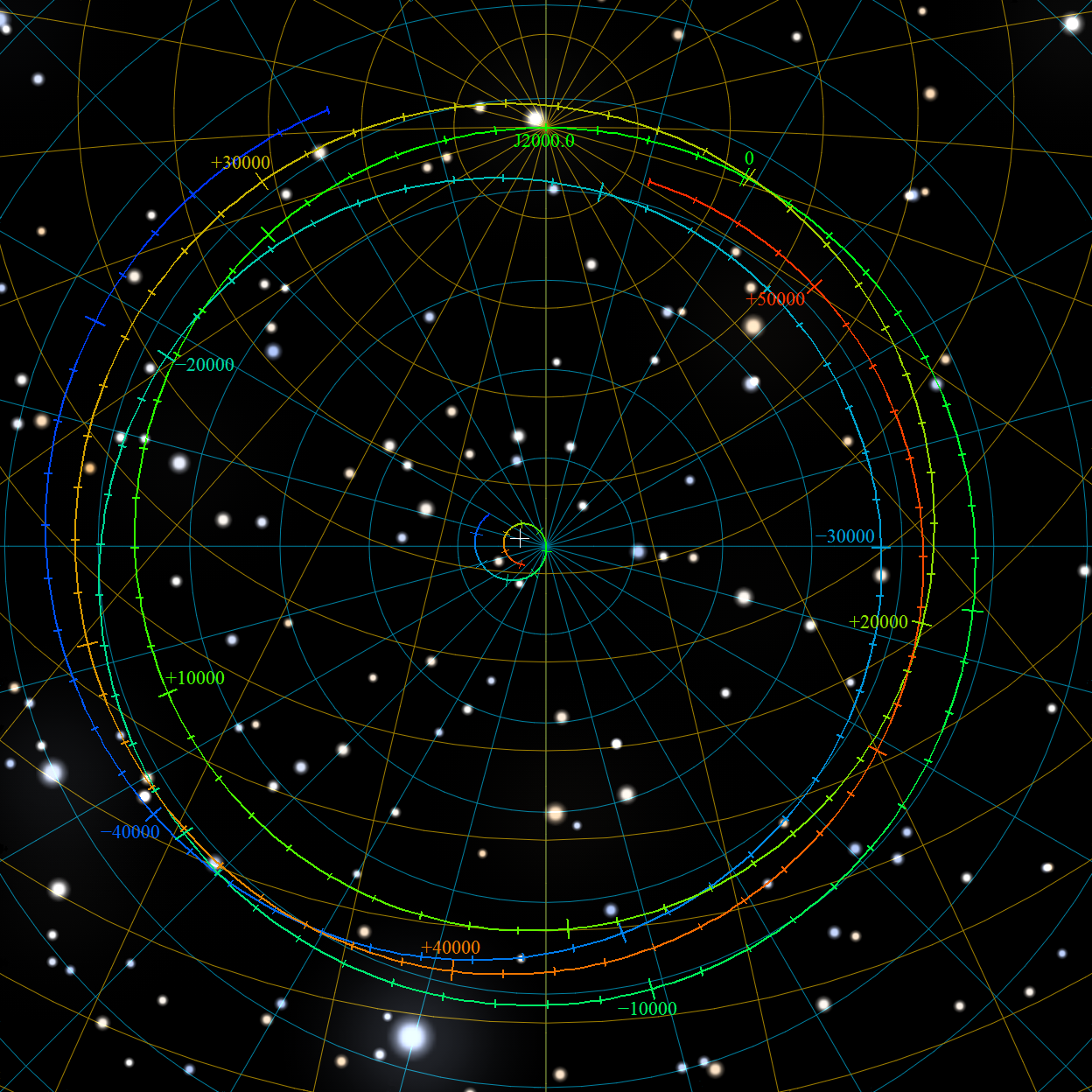
Pol nord de l'eclíptica: punt on conflueixen les cian. Pol nord celeste: punt on conflueixen les grogues que gairebé coincideix amb l'estrella polar. Ambdues marquen l'ascensió recta, de les coordenades celestes. Cercles concèntrics de tots dos colors: declinació.

Eltanin o Etamin (γ Draconis) és l'astre més brillant de la constel·lació amb magnitud 2,23. És una gegant taronja de tipus espectral K5III amb un radi 48 vegades més gran que el radi solar. Actualment està a 148 anys llum de la Terra, però s'acosta cap a nosaltres de manera que, d'aquí a 1,5 milions d'anys, es trobarà a només 28 anys llum; llavors serà, juntament amb Sírius, l'estrella més brillant del firmament. En 1728, James Bradley va descobrir l'aberració de la llum en intentar mesurar la paral·latge d'aquesta estrella.
La segona estrella més brillant de Draco és Athebyne o Aldhibain (η Draconis), una gegant groga de tipus G8IIIb amb una lluminositat 60 vegades superior a la del Sol.
Molt semblant a ella és també δ Draconis, denominada Altais. Les dues estrelles són a poc menys de 100 anys llum de la Terra.
β Draconis, oficialment anomenada Rastaban, tercera estrella quant a brillantor, és una supergegant o gegant lluminosa groga que es troba a 380 anys llum de distància. El seu radi és 40 vegades més gran que el del Sol i la seva massa 6 vegades més gran que la de la nostra estrella. Té una tènue companya estel·lar a una distància d'almenys 450 ua.
ε Draconis és una altra geganta groga de tipus G7IIIb i 2,7 masses solars que es troba a 153 anys llum.
Thuban (α Draconis) és el nom de la que va ser l'estrella polar fa uns 4.800 anys. És una geganta calenta de tipus espectral A0III i una binària espectroscòpica amb un període orbital de 51,417 dies. La component secundària és 1,8 magnituds —a 700 nm— més tènue que la component primària i s'ha detectat a una separació entre 6,2 i 2,6 mil·lisegons d'arc].
En contrast, Edasich (ι Draconis) és una gegant taronja de tipus K2III la metal·licitat de la qual és superior a la solar ([Fe/H] = +0,16). El seu radi és 11,9 vegades més gran que el radi solar. Al voltant d'aquesta estrella orbita Hypatia, planeta de tipus «superjúpiter» amb una temperatura de 598 K. L'acusada excentricitat de la seva òrbita fa que la separació entre estrella i planeta fluctuï entre 0,39 i 2,1 ua.
χ Draconis és un sistema binari proper, doncs es troba a només 26 anys llum. Està integrat per una estrella blanc-groga de tipus F7V gairebé dues vegades més lluminosa que el Sol i una nana taronja de tipus K0V. La separació entre els dos components varia entre 0,6 i 1,4 ua al llarg d'una òrbita excèntrica que completen cada 280,55 dies.
De característiques molt diferents, λ Draconis —anomenada Gianfar o Giausar, el seu nom oficial—, és una freda gegant vermella de tipus M0III, 3.958 K de temperatura i la mida del qual és 70 vegades més gran que el del Sol.
φ Draconis és un sistema estel·lar la component principal del qual és una estrella peculiar amb sobreabundància de silici i, en menor mesura, de ferro i crom. Així mateix, 46 Draconis és una estrella de mercuri-manganès el contingut de la qual en mercuri és 130.000 vegades més gran que en el Sol.
Entre les variables de Draco hi ha Z Draconis, una binària eclipsant la brillantor de la qual disminueix 3,30 magnituds durant l'eclipsi principal i 0,20 magnituds durant l'eclipsi secundari; la component principal és de tipus A5V i té 1,6 masses solars. El període orbital és de 1,3575 dies i tendeix a augmentar amb el temps. Per la seva banda, RY Draconis és una de les estrelles de carboni més properes a la Terra —està a uns 1.200 anys llum de distància— i una de les més brillants a banda J, regió de l'infraroig proper centrada en 1,25 μm.
També en aquesta constel·lació es localitza BY Draconis, prototip d'una classe de variables que porten el seu nom (variables BY Draconis). Les variacions de lluminositat en aquestes estrelles estan associades a la rotació estel·lar, a causa de la presència de taques en la seva superfície o un altre tipus d'activitat cromosfèrica.
Una altra variable, AG Draconis, és una de les estrelles simbiòtiques més estudiades. És una binària formada per una gegant taronja i una nana blanca embolicada en una nebulositat. El sistema pateix esclats —que arriben a quintuplicar-ne la brillantor— quan es produeix transferència de massa des de l'atmosfera de la gegant a l'entorn de la nana blanca.
A Draco es localitza HD 101364, estrella gairebé idèntica al Sol. Les seves característiques físiques així com la seva composició química, pràcticament iguals a les del Sol, la converteixen probablement en el bessó solar més proper a la nostra estrella. A diferència d'altres bessons solars, el contingut en liti de HD 101364 (A(Li) = 1,22) és molt proper del solar, doncs el Sol sembla estar empobrit en liti en un factor de 10 enfront d'altres estrellas de disc semblants.
Entre les estrelles amb sistemes planetaris es troba HD 158259, nana groga amb cinc exoplanetes confirmats, sent el més interior —separat només 0,034 ua de l'estrella— un planeta de tipus «superterra».
Així mateix, Kepler-90 és una distant estrella de tipus espectral F9 amb un sistema planetari de vuit exoplanetes, sent semblant al sistema solar quant a que els planetes rocosos estan més a prop de l'estrella i els gegants gasosos més allunyats.
Kepler-1 és una altra estrella llunyana on s'ha detectat un planeta de tipus «júpiter calent» l'albedo geomètric del qual extremadament baix el converteix en l'exoplaneta més fosc conegut.
Per la seva banda, HD 167042 és una estrella de tipus K1 al voltant de la qual orbita un planeta gegant que completa la seva òrbita en 412,6 dies.

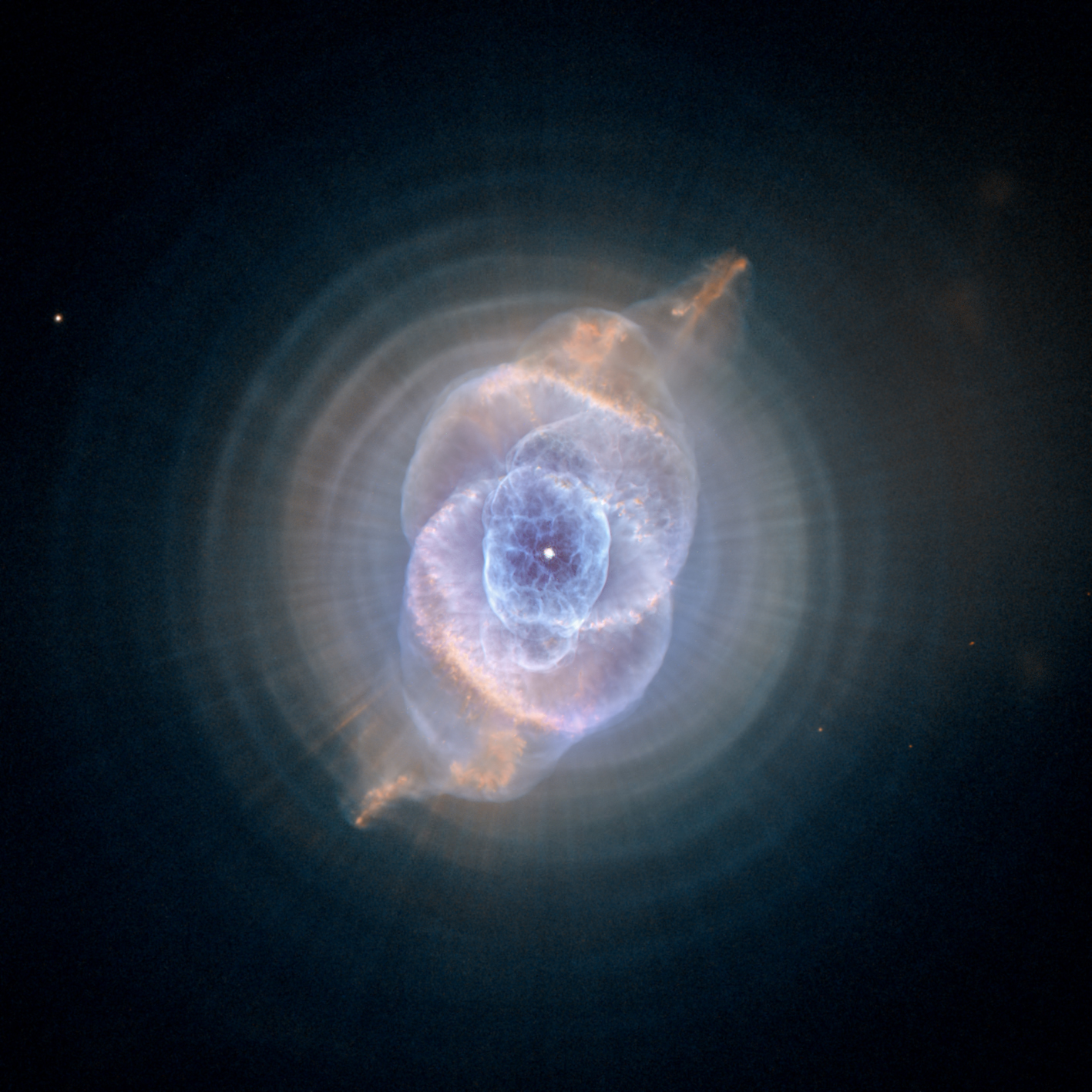
NGC 6543 (nebulosa Ull de Gat)

L'estrella de Draco més propera a la Terra és el sistema estel·lar Struve 2398, situat a 11,52 anys llum de distància.
Els components del sistema són dos nanes vermelles de tipus M3V i M3.5V força similars. Els paràmetres orbitals del sistema no són ben coneguts: se n'ha avaluat el període orbital en 453 anys i, atesa la gran excentricitat de l'òrbita (ε = 0,53), la distància entre les dues estrelles varia entre 26 i 85 ua.
Un dels objectes del cel profund més coneguts a Draco és la nebulosa de l'Ull de Gat (NGC 6543), nebulosa planetària que està a 5.300 anys llum de distància. Mostra una complexa morfologia bipolar amb dues estructures visibles, una interior el·lipsoïdal i una altra externa bipolar amb dos lòbuls gairebé esfèrics; també es poden observar dos raigs o «jets» al voltant de la nebulosa. Els estudis espectroscòpics no estan dacord sobre si lestrella central és una binària propera o simplement una única estrella variable, encara que models morfocinemàtics suggereixen la primera opció.
Entre les galàxies observables en la constel·lació es troba NGC 5866 (també anomenada Galàxia de l'Eix o Messier 102), una galàxia lenticular o espiral distant 50 milions de anys llum que probablement va ser descoberta per Pierre Méchain o Charles Messier en 1781. La mesura de les velocitats orbitals dels seus cúmuls globulars implica que la seva matèria fosca suposa només el 34 - 45 % de la massa total de la galàxia, xifra notablement baixa.
Dóna nom al Grup de NGC 5866 —del qual forma part— i que té com a altres membres a NGC 5879 i NGC 5907.
D'altra banda, Arp 188 és una galàxia espiral barrada situada a 420 milions d'anys llum de distància. La seva característica més notable és un rastre d'estrelles d'uns 280 anys llum de llarg originada per la col·lisió amb una petita galàxia compacta.

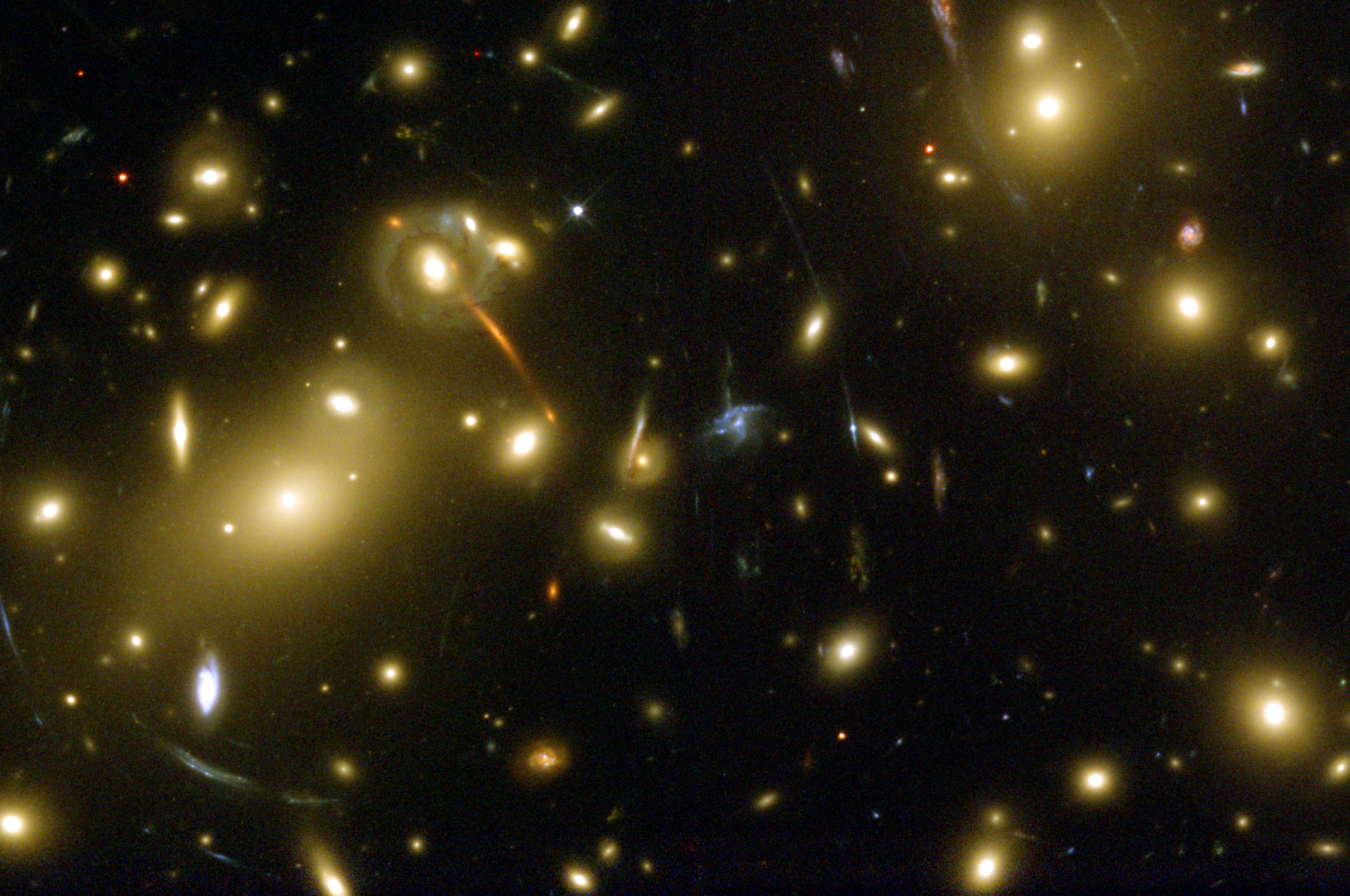
Imatge del Hubble del llunyà supercúmul Abell 2218

NGC 6503 és una Galàxia espiral nana situada a la vora de la regió de l'espai coneguda com el buit local. És a uns 18 milions d'anys llum de distància.
Una altra galàxia nana de la constel·lació, l'anomenada Nana del Dragó, és una de les galàxies satèl·lits de la Via Làctia menys lluminoses amb magnitud absoluta -8,6 i un diàmetre de només 3.500 anys llum. Es pensa que aquesta galàxia pot contenir grans quantitats de matèria fosca.
Al nord de Draco es localitza el supercúmul Abell 2218, distant a 2.100 milions d'anys llum (z = 0,171). Actua com una lent gravitacional per a galàxies de fons encara més distants, la qual cosa permet estudiar aquestes galàxies així com el propi cúmul. Aquest efecte no només magnifica les imatges de galàxies ocultes, sinó que també les distorsiona en arcs llargs i fins.

## Estels importants

### Thuban (αDraconis)
L'estel α Draconis (Thuban) estava en el pol Nord devers l'any 2700 aC, durant el temps dels antics egipcis. A causa de l'efecte de la precessió, estarà una altra vegada en el Pol Nord l'any 21000 dC.
Encara que en el catàleg de Bayer Thuban apareix com a α Draconis, no és l'estel més brillant de la constel·lació. Amb la magnitud 3,65, és una magnitud més feble que l'estel més brillant: Etamin (γ Draconis), de la magnitud 2,23.
Thuban és un estel gegant calent (9.800 K, 300 vegades més lluminós que el Sol i a una distància de 300 anys llum. És també un estel doble, el company – invisible des de la Terra – volta en 51 dies.

### γ Draconis
γ Draconis és l'estel més brillant de la constel·lació de Draco. El seu nom deriva d'un mot àrab que significa la Serp.
γ Draconis és un gegant taronja, 50 vegades més gran que el Sol, 600 vegades més lluminós. Està situat a 150 anys llum, es desplaça en la nostra direcció i passarà a menys de 30 anys llum del nostre sistema en 1,5 milions d'anys.
Fou mirant de mesurar la paral·laxi de γ Draconis que James Bradley descobrí l'aberració de la llum cap a l'any 1725.

### Altres estels
β Draconis és un supergegant, 40 vegades més gran que el Sol. Situat a uns 400 anys llum, la seva magnitud absoluta és de -2,43, amb la lluentor de 800 sols. La seva magnitud aparent és de 2,79. Té un company situat a 450 ua.
Nodus Primus (ζ Dra), és un estel de magnitud aparent 3,17. La seva magnitud absoluta de -1,92 correspon a una lluentor 500 vegades la del Sol. Distància: 300 anys llum.
ι Dra, quaranta vegades més lluminós que el Sol (magnitud absoluta 0,81), es veu, a 100 anys llum, amb la magnitud 3,29.
η Draconis és un estel de magnitud aparent 2,73. La seva magnitud absoluta és 0,58. Brilla com 50 sols i està situat a 88 anys llum.
A Draco hi ha molts d'estels dobles interessants. Kuma (ν Draconis) està format per dos components de la magnitud 4,9, separats 62 segons d'arc. Poden ser separats amb prismàtics.
R Draconis i T Draconis són estels variables del tipus Mira. El rang de R està entre les magnituds 6,7 i 13 amb un període de 245,5 dies, i T entre la magnitud 7,2 i 13,5 amb un període de 421,2 dies.
Hi ha també dos sistemes triples: 16-17 Draconis i 39 Draconis.

## Objectes de Cel profund notables
Un dels objectes de cel profund a Draco és la Nebulosa de l'Ull de Gat (NGC 6543), una nebulosa planetària que sembla un disc blau. Entre les febles galàxies de Draco, es pot nomenar la galàxia lenticular NGC 5866, que a vegades es considera que és l'objecte Messier 102.

## Mitologia
A causa de la seva semblança amb un drac hi ha més d'un mite entorn de Draco. A la primera llegenda, Draco representava el drac mort per Cadmus abans de fundar la ciutat de Beòcia. A la segona llegenda, representa el drac que guardava el Toisó d'Or, i que fou mort per Jasó.
En un altre mite, representa Ladó, el drac que guardava les pomes de les Hespèrides, un dels Dotze Treballs d'Hèrcules. A causa de la seva posició i a estar a prop de les constel·lacions del signe del Zodíac de Libra: Ursa Major, Ursa Minor, i Boötes, donaren lloc al mite.